# Бококолосові
Porellaceae — родина печіночників порядку бококолосальних (Porellales). Він спочатку створювався лише з двох родів, Ascidiota та Porella. Наразі родину розширено до 8 родів:
- Antoiria Raddi, 1818
- Ascidiota C.Massal., 1898
- Bellincinia Raddi, 1818
- Macvicaria W.E.Nicholson, 1930
- Opeca J.Hill, 1773
- Pandulfia Leman, 1825
- Porella L., 1753 (265)
- Suaresia Leman, 1827

Bellincinia, Opeca, Pandulfia і Suaresia ще не підтверджені як справжні роди.